# Theodor Haubach
Theodor Haubach (ur. 15 września 1896 we Frankfurcie nad Menem, zm. 23 stycznia 1945 w więzieniu Berlin-Plötzensee) – niemiecki dziennikarz, polityk, opozycjonista w okresie III Rzeszy związany z Kręgiem z Krzyżowej.

## Życiorys
Theodor Haubach został szybko osierocony przez jednego z rodziców. W czasach szkolnych, które spędził w Darmstadt, przyjaźnił się z Carlo Mierendorffem. Ta relacja, także w późniejszym życiu, ze względów na podobieństwo zapatrywań politycznych, pozostała mu bliska. Po zakończeniu I wojny światowej, w której walczył jako żołnierz, angażował się w różne inicjatywy poetyckie. Studiował w Heidelbergu, Monachium i Frankfurcie nad Menem. Wraz z Mierendorffem wydawał czasopismo „Die Dachstube”. Dysertację doktorską, którą napisał pod kierunkiem znanego filozofa Karla Jaspersa, obronił w 1923 roku, na uniwersytecie w Heidelbergu. Potem przeprowadził się do Hamburga, gdzie został redaktorem jednej z wpływowych w kręgach socjaldemokratycznych gazet. W 1927 wybrano go do hamburskiej rady miejskiej. Od założenia republikańskiego Stowarzyszeniu Ochrony Flagi Rzeszy Czarno-Czerowono-Złotej był jej aktywnym członkiem. W 1929 został referentem prasowym Carla Severinga, ministra spraw wewnętrznych Rzeszy, a w 1930 Alberta Grzezinskiego, berlińskiego prezydenta policji.
W latach 1930–1933 współpracował z kręgiem socjalistów, wierzących protestantów skupionych wokół Paula Tillicha, oraz z redakcją czasopisma „Neuen Blättern für den Sozialismus“. Po przejęciu władzy przez narodowych socjalistów został na krótko aresztowany. Po zwolnieniu próbował wpływać na podtrzymanie kontaktów pomiędzy związkami zawodowymi, pracownikami kolei państwowej i SPD. Aresztowano go ponownie 24 listopada 1934 i przez dwa lata więziono w obozie koncentracyjnym Esterwegen. Po zwolnieniu utrzymywał się z pracy przedstawiciela handlowego i agenta ubezpieczeniowego. Jesienią 1942 roku wziął udział w drugim zjeździe Kręgu z Krzyżowej. Przez innych spiskowców Haubach postrzegany był jako potencjalny rzecznik rządu. Był początkowo przeciwnikiem zamordowania Hitlera. Po nieudanym zamachu z 9 sierpnia 1944 udało mu się przedostać do południowych Niemiec. Potem zdecydował się jednak powrócić do Berlina, gdzie zatrzymało go gestapo. 15 stycznia 1945 nazistowski „sąd ludowy” skazał go na karę śmierci. Wyrok wykonano 23 stycznia 1945 w berlińskim więzieniu Plötzensee.